# Le Luc
Le Luc (okzitanisch Lo Luc), auch Le Luc-en-Provence, ist eine französische Gemeinde mit 11.124 Einwohnern (Stand 1. Januar 2022) im Département Var in der Region Provence-Alpes-Côte d’Azur. Sie ist Hauptort des Kantons Le Luc im Arrondissement Brignoles.

## Geographie
Le Luc liegt im Zentrum des Départements Var, fünf Kilometer entfernt von der französischen Autobahn A8 La Provençale etwa auf halbem Weg von Nizza nach Marseille nahe der Abzweigung Richtung Toulon im Südwesten.

## Geschichte
Im Jahr 1019 erscheint der an der Via Aurelia gelegene Ort Luc in der bereits in vorgeschichtlicher Zeit besiedelten Gegend als Lucus in den Quellen, was in etwa heiliger Wald bedeutet.
Le Luc stand im 14. Jahrhundert unter der Herrschaft der Herren von Lascaris-Ventimiglia. Im 16. Jahrhundert gaben diese ihr altes Schloss in Le Luc auf und bauten stattdessen am Fuß des Hügels eine neue Residenz mit Gärten, die von André Le Nôtre angelegt wurden. Zur Zeit der Französischen Revolution wurden die Gebäude in ein Hospital umgewandelt. Heute besteht die Anlage nicht mehr.
Das Edikt von Nantes erlaubte den Protestanten in Le Luc als einer von drei Ortschaften in der Provence die freie Religionsausübung, was zur wirtschaftlichen Blüte der Gemeinde beitrug.
Im Juli 2003 wurde am Flugplatz Le Luc-Le Cannet das deutsch-französische Heeresfliegerausbildungszentrum Tiger gegründet, in dem Luftfahrzeugbesatzungen für den Kampfhubschrauber Eurocopter Tiger ausgebildet werden. Hier befindet sich auch eine Außenstelle der Bundeswehrverwaltungsstelle Frankreich.

## Sehenswürdigkeiten
- Im Ortszentrum überragen der 27 Meter hohe, sechseckige Tour Hexagonale der ehemaligen Pfarrkirche Notre-Dame-de-Nazareth aus dem 16. Jahrhundert und der Campanile des Tour de l’Horloge das Flechtwerk von kleinen Straßen und Gassen, das sich an der Flanke eines Hügels emporzieht.
- Die Pfarrkirche Notre-Dame-du-Carmel, die im gotisch-provenzalischen Stil wurde im 15. und 16. Jahrhundert errichtet. Wie der sechseckige Turm und die Pont du Mage aus dem 15. Jahrhundert ist sie als Monument historique klassifiziert.
- Das Musée historique du Centre Var in der 1662 errichteten Chapelle Ste Anne zeigt seine Sammlung zur Lokalgeschichte von Dinosauriereiern über aus Rhyolith gefertigte Figuren aus der Altsteinzeit bis zum erst jüngst eingestellten Bauxitbergbau.
- Das Briefmarkenmuseum Musée du Timbre im alten Schloss der Herren von Ventimiglia
- Die Automobil-Test- und Rennstrecke Circuit Automobile du Var wurde 1965 angelegt.

## Persönlichkeiten
- Jean de Vintimille du Luc (1615–1682), Bischof von Digne und Toulon